# Nissan Caball
Nissan Caball — легка комерційна вантажівка, що вироблялася компанією Nissan Motors з грудня 1957 року до грудня 1981 року. Caball продавався в основному в Японії, Гонконгу, країнах Південно-Східної Азії, Австралії, Новій Зеландії та кількох європейських країнах і використовував платформу Nissan Junior. У той час як назва Caball закінчилася в 1981 році зі скасуванням Junior, її більша заміна отримала назву Nissan Atlas на внутрішньому ринку Японії (Cabstar на експорті). Це 2-4-тонні вантажівки, легші версії в лінійці вантажівок Atlas зайняли місце після менших Cabstar/Homer. У Японії він був доступний у магазинах Nissan і замінений на Nissan Atlas.